# Centaurea sphaerocephala
Centaurea sphaerocephala é uma espécie de planta com flor pertencente à família Asteraceae. 
A autoridade científica da espécie é L., tendo sido publicada em Sp. Pl. 2: 916. 1753.

## Portugal
Trata-se de uma espécie presente no território português, nomeadamente os seguintes táxones infraespecíficos:
- Centaurea sphaerocephala subsp. lusitanica - presente em Portugal Continental. Em termos de naturalidade é endémica da região atrás referida. Não se encontra protegida por legislação portuguesa ou da Comunidade Europeia.
- Centaurea sphaerocephala subsp. polyacantha - presente em Portugal Continental. Em termos de naturalidade é nativa da região atrás referida. Não se encontra protegida por legislação portuguesa ou da Comunidade Europeia.
- Centaurea sphaerocephala subsp. sphaerocephala - presente em Portugal Continental e no Arquipélago da Madeira. Em termos de naturalidade é nativa de Portugal Continental e introduzida no Arquipélago da Madeira. Não se encontra protegida por legislação portuguesa ou da Comunidade Europeia.